# Cribrostomum
Cribrostomum es un género de foraminífero bentónico considerado un sinónimo posterior de Climacammina de la familia Palaeotextulariidae, de la superfamilia Palaeotextularioidea, del suborden Fusulinina y del orden Fusulinida. Su especie tipo era Cribrostomum textulariforme. Su rango cronoestratigráfico abarcaba desde el Serpujoviense (Carbonífero inferior) hasta el Bashkiriense (Carbonífero superior).

## Discusión
Clasificaciones más recientes hubiesen incluido Cribrostomum en el orden Endothyrida, de la subclase Fusulinana y de la clase Fusulinata.

## Clasificación
Se describieron numerosas especies de Cribrostomum. Entre las especies más interesantes o más conocidas destacaba:
- Cribrostomum textulariforme †

Un listado completo de las especies descritas en el género Cribrostomumpuede verse en el siguiente anexo.